# الأصيل (فلم)
الأصيل فيلم دراما مصري للمخرج عبد الرحمن شريف، قصة وسيناريو وحوار أنور عبد الله لعام 1973. الفيلم من بطولة ميرفت أمين وصلاح قابيل ومحمد رضا  وتدور الأحداث حول حسن العامل البسيط الذي يعاون صديقه توفيق ولا يجد من هذا الصديق سوى الغدر والخيانة.
صدر الفيلم إلى دور العرض المصرية في أول يناير 1973.
منح موقع قاعدة بيانات الأفلام العربية «السينما.كوم» الفيلم درجة 4.8/ 10.

## طاقم التمثيل
ميرفت أمين: في دور نواعم (ابنة شقيقة المعلم أبو الوفا)
صلاح قابيل: في دور حسن (عامل بورشة صناعة الأحذية)
محمد رضا: في دور المعلم أبو الوفا (الجزار ومالك العمارة)
توفيق الدقن: في دور توفيق (صديق حسن وعلي)
ليلى جمال: في دور نرجس (ابنة شقيقة المعلم أبو الوفا)
سيد زيان: في دور علي (زميل حسن في ورشة صناعة الأحذية)
عبد العظيم كامل: في دور المعلم مأمون (مالك ورشة صناعة الأحذية)
وفيق فهمي: في دور سعد (صديق توفيق وزميله في العمل)
رويدا علام: في دور لواحظ (خطيبة توفيق)
بالاشتراك مع: ليلى حمادة - سامية سامي – فتحية رشدي – إبراهيم راتب – رأفت فهيم – علي المعاون – أحمد مرسي – الطوخي توفيق – مختار السيد.

## أغاني الفيلم
حلفته بالسيدة - علي يا علي يا جار البيت (غناء: ليلى جمال)
كلمات الأغاني: محمد حلاوة – مصطفى طاهر
ألحان الأغاني: إبراهيم عشماوي

## أحداث الفيلم
يعمل حسن (صلاح قابيل) وعلي (سيد زيان) في ورشة لصناعة الأحذية يملكها الحاج مأمون (عبد العظيم كامل). توفيق (توفيق الدقن) صديق حسن وعلي لا يستطيع الزواج من خطيبته لواحظ (رويدا علام) فهو لا يملك البيت المناسب ويسكن في غرفة صغيرة فوق سطح أحد المباني بينما ترفض خطيبته هذا السكن البسيط، ويظهر حسن معدنه الأصيل ويمنح بيته الكبير لصديقه توفيق ليتزوج، ويأخذ هو وعلي غرفة سطح البيت. يتعرف حسن على نواعم (ميرفت أمين) ونرجس (ليلى جمال) بنات شقيقة الجزار ومالك العمارة المعلم أبو الوفا (محمد رضا). تتولى نواعم ونرجس العناية بالسكان العزاب ويمدونهم بالطعام، ويحدث تقارب شديد ثم يصبح حباً. يفلس مالك الورشة التي يعمل بها توفيق ولكن حسن يمده بالمال حتى يجد عملاً، ويتوسط له عند الحاج مأمون ليعمل في ورشة الأحذية مكان سعد (وفيق فهمى) دائم التغيب عن العمل. تهجر لواحظ البيت لان توفيق لم يشترى لبيتهم الثلاجة والبوتاجاز. يسافر الحاج مأمون ويكلف حسن بتولي الإدارة لحين عودته، ويقوم توفيق بالاستيلاء على دخل الورشة بمعاونة سعد. يعرض المعلم أبو الوفا على حسن أن يعوضه ببعض المال ليسدده لمالك الورشة ولكن حسن يرفض. يتقدم حسن وعلى للمعلم أبو الوفا لخطبة نواعم ونرجس ويستغل توفيق الموقف ويخبر الحاج مأمون ان حسن قد بدد أموال الورشة في الصرف على زواجه. يقوم الحاج مأمون بطرد حسن وعلى من الورشة ويحل محلهم توفيق وسعد. يحتفظ توفيق بالمال المسروق من الورشة ولا يمنح سعد نصيبه. يمرض سعد ويقوم حسن باحضار له طبيباً، بينما تتعاطف نواعم ونرجس مع حسن وعلى ببيع مصاغهم لكي يفتتحوا ورشة ومعرض للاحذية. يستولى توفيق مرة ثانية على دخل الورشة لشراء الثلاجة والبوتاجاز، وفى نفس الوقت يعترف سعد للحاج أن توفيق هو الذي استولى على دخل الورشة ويتم القبض على توفيق وتشهد عليه لواحظ. يذهب الحاج مأمون إلى معرض حسن وعلى ويعتذر لهم ويعرض عليهم الشراكة فيرحبوا بذلك، ويقام حفل زفاف كبير لزواج حسن ونواعم وعلى ونرجس.

## وصلات خارجية
- الأصيل على موقع الدهليز
- الأصيل على موقع قاعدة بيانات الأفلام العربية
- الأصيل على الدهليز
- الأصيل على كاروهات
- مقطع من فيلم الأصيل على يوتيوب